# Chunchanahalli, Nanjangud
Chunchanahalli là một làng thuộc tehsil Nanjangud, huyện Mysore, bang Karnataka, Ấn Độ.